# 172850 Coppens
172850 Coppens este o planetă minoră (asteroid) din centura de asteroizi. A fost descoperită pe 3 martie 2005 la Tenagra II Observatory⁠(d) de Jean-Claude Merlin⁠(d) și a fost numită după Yves Coppens⁠(d). 
Obiectul prezintă o orbită caracterizată de o semiaxă mare de 2,8156514178482 UAi, o excentricitate de 0,06, o înclinație de 1,8 ° în raport cu ecliptica.